# HMS Garland (H37)
El HMS Garland (H37), también conocido con la designación polaca ORP Garland, fue un destructor de la clase G de la Royal Navy. Fue el decimocuarto buque en usar el citado nombre desde 1242. Durante la mayor parte de la Segunda Guerra Mundial sirvió en la Armada Polaca.

## Construcción
El HMS Garland fue puesto sobre las gradas de los astilleros Fairfield Shipbuilding and Engineering Company Limited, de Govan en Escocia el 22 de agosto de 1934, y fue botado el 24 de octubre de 1935. Tras realizar sus pruebas finales, el buque, fue entregado a la Royal Navy el 3 de marzo de 1936, tras lo cual, entró en servicio con el nombre de HMS Garland. 

## Historial

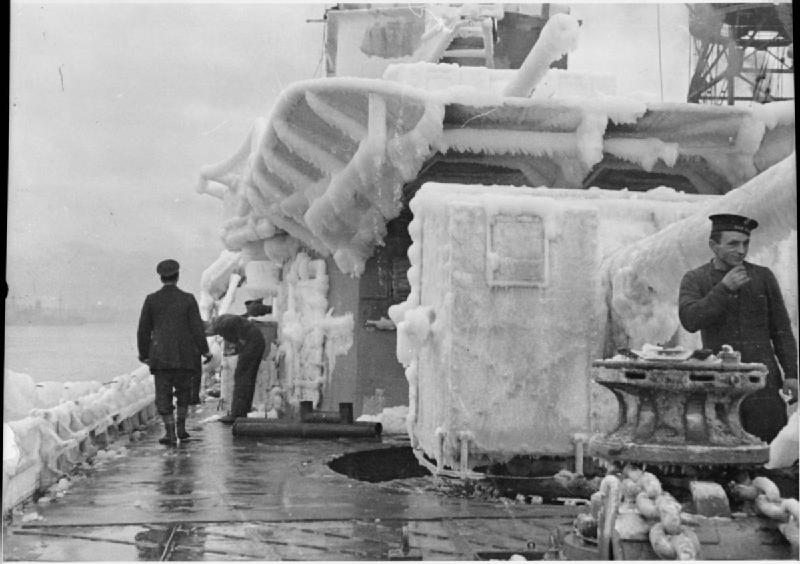
La Armada polaca durante la Segunda Guerra Mundial con los cañones QF Mark IX de 4,7 pulgadas y la superestructura cubierta de hielo a bordo del destructor de la Armada polaca ORP Garland.

Inicialmente, formó parte de la flota del Atlántico, posteriormente, fue destinado a Malta, donde sirvió con la flota del Mediterráneo. 
Fue utilizado principalmente en el papel de escolta de convoyes, por lo que se modificó su armamento para servir mejor a este propósito. Se le añadió armamento antiaéreo y antisubmarino, al coste de algunos de los cañones principales. Poco después de su remodelación, el 3 de mayo de 1940, fue transferido a la armada de Polonia en substitución de un buque polaco perdido en acción de servicio con los británicos. 
Inicialmente, se planeó renombrar el buque con un nombre polaco, pero finalmente, la Armada polaca, decidió mantener el nombre como señal de cortesía, ya que Garland es el nombre más antiguo conocido en los buques de guerra británicos. Tras un corto período con la nueva tripulación polaca, el destructor, fue asignado a la decimocuarta flotilla británica de destructores, con la que tomó parte de varios convoyes en el mediterráneo. El 28 de junio de 1940, el Garland tomó parte en una batalla naval en las costa de Calabria, cuando colaboró al hundimiento del destructor italiano Espero. Durante una de las misiones de escolta de convoyes entre Gibraltar y Alejandría, fue atacado por bombarderos italianos en los que resultó dañado por el impacto de una bomba. Se rompió el árbol de levas y los motores se pararon, pero su artillería antiaérea, consiguió repeler el ataque, y el ORP Garland fue devuelto a remolque a Gibraltar.
En septiembre de 1940, el Garland se trasladó a Gran Bretaña, y se unió a los otros destructores polacos (Burza y Błyskawica), con los que tomó parte en tareas de patrulla en el Canal de la Mancha y el mar del Norte. En julio de 1941, tomó parte en las operaciones del desembarco aliado en Spitsbergen. Posteriormente, en septiembre, se unió al ORP Piorun en la Operación Halberd, la escolta de un gran convoy a Malta. En invierno, se trasladó de nuevo a Inglaterra, donde escoltó numerosos covoyes por el Ártico y el Atlántico. Se distinguió especialmente durante la escolta del convoy PQ-16 a Múrmansk entre el 25 y el 27 de mayo de 1942, en los que luchó todos los días contra aeronaves enemigas, con un resultado de 22 tripulantes muertos, y 46 heridos. 
Tras su regreso al Reino Unido, fue trasladado a los astilleros Greenock, donde fue reparado. Tras lo cual, volvió a sus labores de escolta, y a finales de 1943 tomó parte en el desembarco británico en las Azores, donde los aliados establecieron una base naval. En 1944 fue modificado como destructor de escolta: su armamento principal, se redujo a dos piezas de 120 mm y se le añadió un Erizo.
Desde entonces, operó en las costas de oeste de África, hasta su retorno al mediterráneo en primavera, donde tomo pate en la Operación Dragón, el desembarco aliado en el sur de Francia. Posteriormente, fue utilizado en operaciones antisubmarinas en el Mediterráneo. El 19 de septiembre de 1944 tomó parte en el hundimiento del U-407. En octubre de 1944, dio apoyo al desembarco aliado en Grecia, para finalmente, retornar a Gran Bretaña. Hasta el final de la Segunda Guerra Mundial protegió la costa oeste de Inglaterra contra los acercamientos de los U-Boots alemanes. Tras la guerra, tomó parte en el hundimiento de los submarines U-Boots alemanes capturados por la 1ª Divisiónacorazada polaca en el puerto de Wilhelmshaven. El 24 de septiembre de 1946, fue dado de baja en la armada polaca y devuelto a la Royal Navy.
Durante su servicio en la armada polaca, navegó 217.000 mn, hundió un U-Boot y dañó otros dos (uno de ellos, presumiblemente hundido), derribó 3 aviones enemigos, y tomó parte en el hundimiento de dos buques italianos también dañó otros tres buques se superficie .
El 14 de noviembre de 1946, fue dado de baja en la Royal Navy y vendido a la Real Armada de Holanda. Tras efectuar reparaciones, fue dado de alta en 1949, y renombrado HNLMS Marnix. Sirvió como buque escuela de artillería, y posteriormente, fue reclasificado como fragata. Fue dado de baja en 1964, y fue desguazado en Amberes cuatro años después. El Garland fue uno de los dos destructores de la clase G que sobrevivió a la Segunda Guerra Mundial. El otro, fue el HMS Griffin, que sirvió en la Armada Real Canadiense.